# Мильнер, Виктор
Виктор Мильнер, иногда Виктор Миллер (англ. Victor Milner, 15 декабря 1893, Нью-Йорк — 29 октября 1972, Лос-Анджелес) — американский кинооператор.

## Биография
Начинал в немом кино, с 1914 года — главный оператор. Снял в общей сложности 138 лент.
Один из основателей Американского общества кинооператоров, его президент в 1937—1939. Десять раз номинировался на премию «Оскар», один раз получил (1935).

## Избранная фильмография
- 1920 — За час до заката (Генри Кинг)
- 1925 — Матадор (Рауль Уолш)
- 1927 — Путь всякой плоти (Виктор Флеминг)
- 1929 — Парад любви (Эрнст Любич, номинация на «Оскар» за операторскую работу)
- 1930 — Монте-Карло (Эрнст Любич)
- 1932 — Люби меня сегодня (Рубен Мамулян)
- 1932 — Один час с тобой (Джордж Кьюкор и Эрнст Любич)
- 1932 — Неприятности в раю (Эрнст Любич)
- 1933 — Серенада трёх сердец (Эрнст Любич)
- 1933 — Песнь песней (Рубен Мамулян)
- 1934 — Клеопатра (Сесил Б. Де Милль, «Оскар» за лучшую операторскую работу, 1935)
- 1936 — Генерал умер на рассвете (Льюис Майлстоун)
- 1936 — Желание (Фрэнк Борзедж)
- 1936 — Человек с равнины (Сесил Б. Де Милль)
- 1937 — Художники и модели (Рауль Уолш)
- 1938 — Флибустьер (Сесил Б. Де Милль)
- 1939 — Юнион Пасифик (Сесил Б. Де Милль)
- 1940 — Рождество в июле (Престон Стёрджес)
- 1941 — Леди Ева (Престон Стёрджес)
- 1942 — Пожнёшь бурю (Сесил Б. Де Милль)
- 1942 — Приключения в Палм-Бич (Престон Стёрджес)
- 1944 — Великий момент (Престон Стёрджес)
- 1946 — Странная любовь Марты Айверс (Льюис Майлстоун)
- 1948 — Только ваш (Престон Стёрджес)
- 1950 — Фурии (Энтони Манн)
- 1951 — Мой любимый шпион (Норман Маклеод)
- 1952 — Сестра Керри (Уильям Уайлер)
- 1953 — Риск (Престон Стёрджес)